# Alveolina
Alveolina è un genere di foraminifero estinto di forma da ovale/sferoidale a fusiforme allungata. Poteva raggiungere dimensioni centimetriche ed era costituito internamente da numerose camere disposte secondo una spirale involuta. Si pensa che le camere potessero ospitare alghe simbionti.

## Habitat
Vivevano su fondali di acque basse e calde della regione tropicale.

## Distribuzione
Europa, Africa, Asia.

## Età
Dall'Albiano superiore all'Eocene medio (Bartoniano).